# Стриженские пруды
Стриженские пруды — система прудов на реке Стрижень в городе Чернигове.  Состоит из трёх прудов — Яловщина-1, Яловщина-2, Устьевой, общей площадью 42,7 га. 
Водоёмы имеют прибрежную защитную полосу шириной 50 м, согласно ст. 88 «Водного кодекса Украины» и ст. 60, 61 «Земельного кодекса Украины».

## История
Гидротехнические сооружения на реке Стрижень и заполнение прудов было в 1960-1970-е годы. Первой возведена плотина пруда Яловщина-2.
В 2006 году ГП «Водземпроект» ОАО «Чернігівводпроект» разработано технико-экономическое обоснование мероприятий по улучшению экологического состояния реки Стрижень города Чернигова.
В 2010-е годы была проведена реконструкция шахтных водосбросов на трёх плотинах трёх прудов. В том числе, были пристроены дополнительные выносные шахты с новыми затворами, кроме того их по два на каждой плотине, где другой служит резервным (например, на случай ремонта первого).
В 2020-е годы была проведена очистка пруда Яловщина-2 (водоём № 3), что в районе Стрелецкой улицы. Экологическое улучшение гидрологического режима и санитарного состояния водоёма проводилось в ложе водоёма на площади 6,15 га путём расчистки (способом гидромеханизации) — удаление ила и заиленного минерального грунта.

## Описание
Состоит из трёх прудов (от истока к устью) — Яловщина-2 (водоём № 3), Яловщина-1 (водоём № 2), Устьевой (водоём № 1).
Система прудов имеет водорегулирующее значение. Наряду с рекой Стриженью, являются водоприёмниками сточных дождевых и талых вод. Пруды используются для общего водопользования и рекреации. Купание в прудах запрещено.
Водоёмы имеют неправильную форму, вытянуты с юга на север по бывшему руслу реки Стрижень. По типу водоёмов относятся к русловым. Питание прудов происходит за счёт вод реки Стрижень. После пересечения реки Стрижень улицей Курсанта Еськова по мосту ниже по течению расположен каскад из двух прудов «Яловщина-2» и «Яловщина-1». По плотине пруда «Яловщина-2» пролегает безымянная дорога без автомобильного проезда. По плотине пруда «Яловщина-1» пролегает проспект Левка Лукьяненко (ранее улица 77 Гвардейской дивизии). Затем ниже по течению русло реки в природном состоянии, далее — в приустьевой части реки (между Красным мостом и устьем) расположен «Устьевой пруд». По плотине Устьевого пруда пролегает Береговая улица. 
|                                                   |                                                   |              |               |
| пруд Яловщина-2 на заднем плане лесопарк Яловщина | пруд Яловщина-1 на заднем плане лесопарк Яловщина | Красный мост | Устьевой пруд |

### Пруд Яловщина-2
Площадь водного зеркала — 17,4 га. Объём — 354 тыс. м³. Площадь водосборного бассейна — 137 км². Длина — 1,3 км, ширина средняя — 80-150 м. Глубина наибольшая — 3,15 м, средняя — 1,7 м. Впадает несколько безымянных ручьёв (левый притоки Стрижня). 
Берега естественные, в южной части — искусственный, укрепленный железобетонными плитами, имеет плотину с водосбросом. Правый берег пологий, левый — возвышенный, изрезанный оврагами. Левый берег занимает лесопарк Яловщина, а сам пруд вместе с лесопарком расположены в границах одноименного регионального ландшафтного парка. Правый берег занят садово-дачными участками, мало- и многоэтажными жилыми домами, в южной части правого берега обустроена набережная длиной 400 м.
На левом (восточном) берегу расположены памятники археологии местного значения Поселение «Пески», Поселение «Яловщина-1», Поселение «Яловщина-2». Все кроме Поселение «Пески» входят в комплекс археологических памятников Яловщина. Правый берег занят одиночными деревьями, в южной части усадебная застройка улиц Стрелецкой и Добровольцев.

### Пруд Яловщина-1
Крупнейший пруд системы. Площадь водного зеркала — 17,9 га. Объём — 346 тыс. м³. Длина — 1,23 км, ширина средняя — 100-160 м. Впадает несколько безымянных ручьёв (левый притоки Стрижня). 
Берега естественные, в южной части — искусственный, укрепленный железобетонными плитами, имеет плотину с водосбросом. Правый берег пологий, левый — возвышенный, изрезанный оврагами. Левый берег занимает лесопарк Яловщина, а сам пруд вместе с лесопарком расположены в границах одноименного регионального ландшафтного парка.
На левом (восточном) берегу расположены памятники археологии: национального значения городище «Яловщина», местного значения — Поселение «Яловщина-1», Поселение «Яловщина», Поселение «Яловщина-3», Поселение «Яловщина-4»; на правом (западном) — Поселение «Стрижень-1», памятник археологии вновь выявленный Поселение «Стрижень-2». Все кроме Поселение «Стрижень-2» входят в комплекс археологических памятников Яловщина.

### Устьевой пруд
Площадь водного зеркала — 7,4 га. Объём — 255,8 тыс. м³. Длина — 0,87 км, ширина средняя — 40-60 м.
Берега естественные, пологие, в южной части — имеет плотину с водосбросом. Оба берега заняты древесными насаждениями, в том числе лесопарком. Правый берег верховья пруда (возле Красного моста) занимает лесопарк Марьина роща.

## Природа
В акватории водоёмов в основном обитают представители семейства Утиные — кряква (Anas platyrhynchos), чирок-трескунок (Spatula querquedula), Чирок-свистунок (Anas crecca); виды рода Лысухи (Fulica) семейства Пастушковые. 
Нерест водных биоресурсов происходит на мелководьях водоёмов, здесь же проходит и нагул молодой рыбы.
В прудах водятся карась, щука, окунь, карп, плотва, толстолоб, белый амур, сом, судак, ерш, линь, уклейка, согласно рыбохозяйственной характеристике водоёма № 3 на реке Стрижень в городе Чернигове Управления государственного агентства рыбного хозяйства в Черниговской области от 12.03.2018 г. № 46.4-29/204-18 (Приложение 14). 
Водная и прибрежно-водная флора биотопов реки Стрижень на территории города Чернигова насчитывает 131 вид из 79 родов, что из 41 семейства, согласно исследований, выполненных учёными Черниговского педагогического университета им. Т. Г. Шевченко в 2015 году.
По данным наблюдений Института рыбного хозяйства НААН Украины, проведенных летом 2017 года, численность и биомасса фитопланктона реки Стрижень формировалась главным образом за счет развития зелёных водорослей семейства вольвоксовые (Volvocales), представленных видом пандорина ежевиковидная (Pandorina morum). Значительно меньшую роль в формировании численности и биомассы фитопланктона отыгрывали сине-зелёные и диатомовые водоросли.
Сине-зелёные водоросли в реке были представлены видами: Aphanizomenon flos-aguae, Anabaeta affinis; диатомовые водоросли — мелкими одноклеточными видами (например, виды родов навикула Navicula, Cyclotella и другие). Продукция фитопланктона за вегетационный сезон может составлять 1755 кг/га при биомассе 1,170 г/м³.
Основу численности и биомассы зоопланктона в водоёмах формировали коловратки (Rotifera), несколько в меньшей степени — веслоногие ракообразные (Copepoda) в реке не приобрели. Ветвистоусые ракообразные (Cladocera) в реке не приобрели значительного развития. Основу биомассы коловраток формировали виды: Asplanchna priodonta, Brahionus calyciflorus, Polyarthra sp., а веслоногих ракообразных (Copepoda) — видами отряда циклопы (Cyclopoida); ветвистоусые ракообразные — видом длинноклювая басмина (Bosmina longirostris). Продукция зоопланктона за вегетационный период может составить 539 кг/га при биомассе 1,797 г/м³.
Биоценоз водоёмов был представлен преимущественно личинками комара-звонца (Chironomidae),  малощетинковых червей (Oligohaeta) и пиявками. Основу биомассы макрозообентоса составляли личинки комара-звонца и пиявок. Несколько меньшую роль в формировании биомассы мягкого макрозообентоса играли малощетинковые черви. Продукция мягкого зообентоса за вегетационный период может составить 99,8 кг/га при биомассе 1,664 г/м².

## Экология
В результате научных исследований проведенных в 2017 году было установлено, что пруд Яловщина-2 (водоём № 3) имеет все признаки эвтрофикации. В сравнении с предыдущими морфометрическими показателями вследствие заиления наблюдается уменьшение максимальных и средних глубин, общего объёма, что привело к увеличению площади мелководья, что повышает роль внутриводоймовых процессов в функционировании его гидроэкосистемы. 
Результаты исследований содержания биогенных элементов свидетельствуют о том, что вода загрязнена соединениями азота и фосфора. Преимущественное нахождение неорганического азота в виде аммонийного азота свидетельствует о недостаточном содержании растворенного кислорода в воде, а перенасыщение поверхностного слоя воды кислородом является следствием фотосинтетической активности водорослей и макрофитов.
В придонном слое воды отмечаются высокие концентрации аммонийного азота и неорганического фосфора. Максимальное содержание аммонийного азота и неорганического фосфора в придонном слое составляло соответственно 1,654 мг N/дм³ и 0,682 мг Р/дм³.
Отрицательные условия в придонных слоях воды отражаются на бентосных сообществах – видовом составе и количественных показателях донных макробеспозвоночных были низкими.
Основными признаками эвтрофификации являются массовое развитие водорослей, что достигает уровня «цветения» воды (в водоёме это происходило за счет массового развития сине-зелёных водорослей Aphanizomenon flos-aquae и Anabaena flos-aquae). Площадь зарастания более высокой водяной растительностью верхней части водоема также способствует ухудшению состояния водоёма. 
Таким образом, в условиях малых глубин, небольшого объёма водоёма, слабой проточности, значительного содержания органики в иловых отложениях, последние могут становиться мощным источником вторичного загрязнения, которое будет оказывать негативное влияние как на водоём так и на реку Стрижень в пределах города Чернигова.